# Mouhammad Bakir Khan
Shahzada Mouhammad Bakir Khan (1680 - Multan, Inde, 30 juillet 1760) fut un prince afghan du XVIIIe siècle. Il faisait partie de la dynastie Durrani, branche du Clan Abdali.
Né en 1680, Mouhammad Bakir était le second fils de Hayat Khan Khudakka, Sultan de Safa et Chef du Clan Abdali, et de sa première épouse, une Afghane. Parti vivre en exil à Multan avec son père lorsque ce dernier fut renversé en 1680, il fut titré par l'empereur moghol à la mort de son père Sardar Khan Bahadour, et fut reconnu comme Chef de sa famille à Multan.
Il est mort dans cette ville, le 30 juillet 1760, à l'âge de 80 ans.
Il eut deux fils, nés d'une épouse inconnue :
- Mouhammad Shah Khan (mort en 1760)

- Mouhammad Sharif Khan Bahadour (mort en 1775), Gouverneur de Multan